# 스네이크힙스
스네이크힙스(Snakehips)는 영국의 일렉트로니카 그룹이다.